# 卢瓦尔河

卢瓦尔河的流程

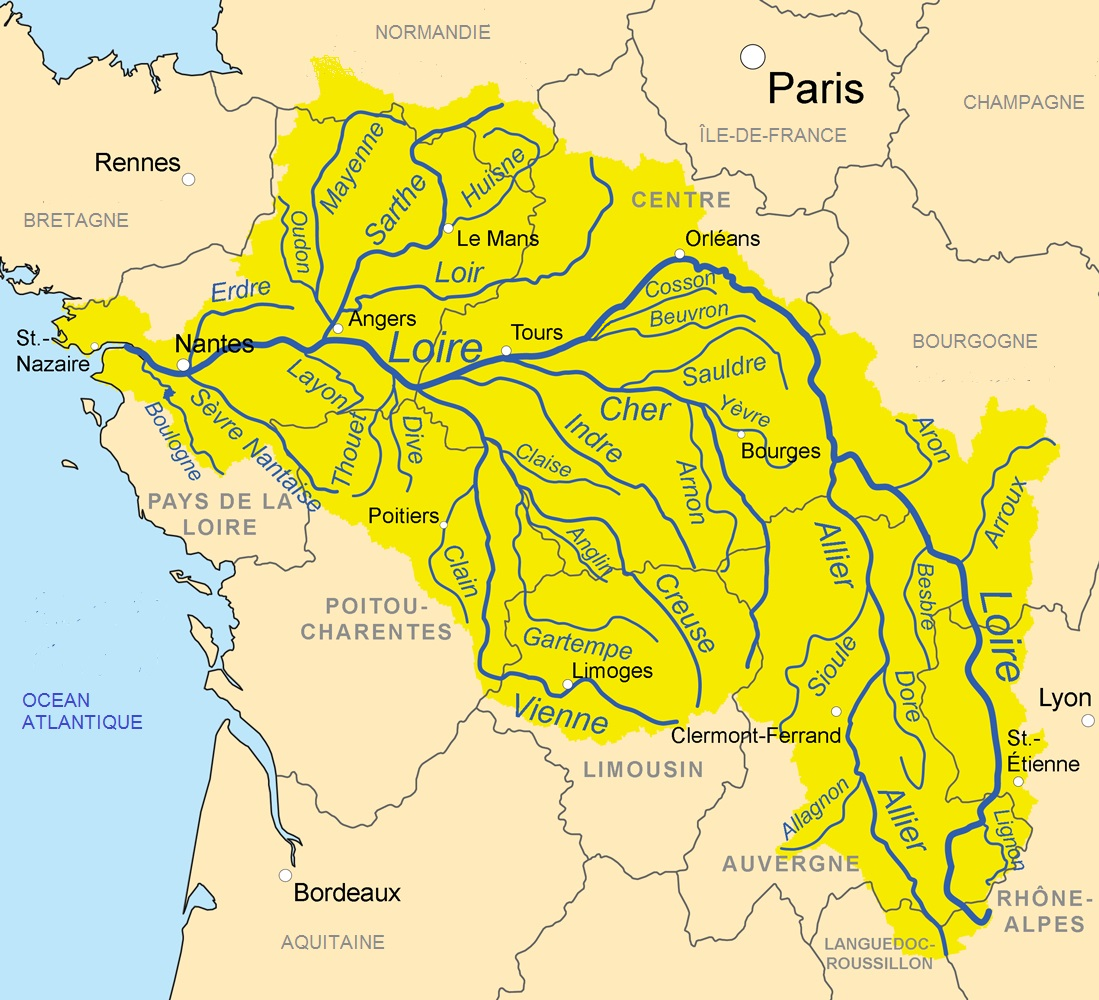
流域與支流

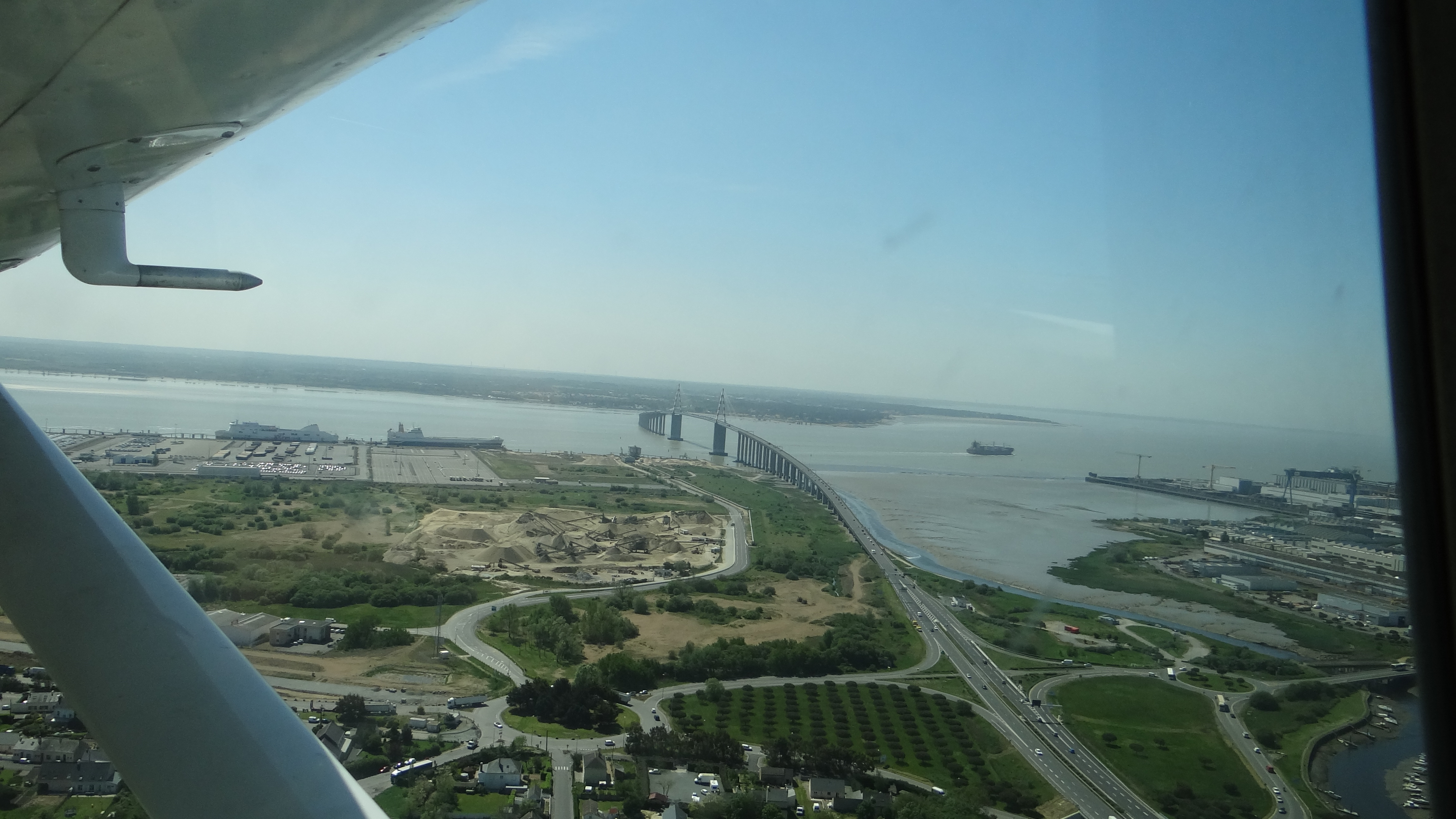
圣纳泽尔区境内的卢瓦尔河

卢瓦尔河（法語：Loire，法語發音：[lwaʁ] ⓘ，奧克語發音：[ˈled͡ʒe]）是法国最长的河流，发源于塞文山脉，流程1,020公里（630英里），流域面积12.1万平方千米。该河先向西北流至奥尔良，折向西流，经过图尔、昂热，至南特形成长55千米的河口湾，最后在布列塔尼半岛南面注入大西洋比斯开湾。主要支流有阿列河、谢尔河、维埃纳河。通过运河连接塞纳河、索恩河。流域主要属于温带海洋性气候。上游经过中央高原，有很多峡谷，水力丰富。奥尔良以下，流经河谷平原。两岸有闻名世界的卢瓦尔河谷城堡群。

### 引用
1. 1 2  Tockner, Klement; Uehlinger, Urs; Robinson, Christopher T. . Academic Press. 2009: 183  [11 April 2011]. ISBN 978-0-12-369449-2. （原始内容存档于2013-05-27）.
2. ↑  Sandre. .
3. 1 2  . River Discharge Database. Center for Sustainability and the Global Environment. 2010-02-13  [2011-06-30]. （原始内容存档于2011-09-28）.

### 文献
- 沈允武. . 《中国大百科全书》（第二版）. 中国大百科全书出版社.   [2020-10-02] （中文（中国大陆））.